# 만차르호
만차르 호수(신드어: منڇر ڍنڍ, 우르두어: منچھر جھیل), 만차르라고도 표기되는 이 호수는 파키스탄에서 가장 큰 자연 호수이자, 남아시아에서 가장 큰 호수 중 하나이다. 이 호수는 인더스강 서쪽에 위치하며, 신드주의 잠쇼로 및 다두 지구에 있으며, 세완에서 18 킬로미터 (11 mi) 떨어져 있다. 만차르 호수는 키르타르 산맥의 수많은 작은 개천에서 물을 모아 인더스강으로 흘려보낸다. 호수의 표면적은 계절에 따라 변동하며, 최소 36 km2에서 몬순 강우 시 최대 500 km2까지 달라진다.

## 역사
호수 둑과 인근 지역에는 고대 유적지인 가지 샤, 와히 판디, 알리 무라드 둔덕이 있다. 만차르 호수 둑을 따라 위치한 랄 차토, 마샤크 로리, 라키요 유적지는 하라파 문명 시대의 가장 고대 유적지이다.
이 호수는 카슈모르에서 인더스강의 지류가 흘러나올 때 형성되었다. 1921년에 주요 나라 계곡 배수로를 통해 하말 호수와 연결되었다. 1958년에는 가뭄으로 인해 호수가 완전히 증발했다. 2009년 8월 10일부터 8월 23일까지 인더스강을 통해 700 cu ft/s (20 m3/s)의 물이 호수로 유입되었다. 2010년 파키스탄 홍수 당시 호수는 많은 물 유입으로 범람했다.
2022년 파키스탄 홍수 동안 다시 범람했으며, 배수 지원 노력이 이루어졌다. 공학자들은 세완 시와 반 사예다바드 마을을 보호하기 위해 호수에 구멍을 뚫어 배수를 도왔으나, 그 대가로 15만 명의 주민이 사는 많은 마을이 침수되었다. 관리들은 이 책략으로 최대 50만 명을 홍수로부터 보호할 수 있기를 바랐다.

## 지리
만차르 호수는 하말 호수 바로 남쪽에 있으며, 두 호수는 1921년에 건설된 주요 나라 계곡 배수로로 연결되어 있다. 만차르 호수의 표면적은 계절에 따라 변동하는데, 몬순 강우 시에는 최소 200 km2에서 최대 500 km2까지 달라진다. 평균 깊이는 2.5m에서 3.75m에 불과하다. 인더스강의 강바닥보다 6m 낮아 때로는 강물의 홍수림을 가두지만, 겨울에 강물이 낮아지면 호수에서 인더스강으로 물이 흘러나간다. 운하를 통한 담수 유량은 1.54 MAF이며, 이 지역의 연평균 강수량은 4.46인치에 불과하다.
호수의 남쪽 끝은 키르타르 산맥의 지류인 라키 언덕 기슭에 있으며, 아랄 수로와 다니스터 운하를 통해 인더스강으로 물이 흐른다.

## 환경파괴
이 호수는 호수의 담수어에 의존하는 수천 명의 어민들을 부양한다. 1921년 주요 나라 계곡 배수로 건설 이후 호수는 오수 유입으로 인해 환경이 악화되었다. 결과적으로 호수의 수질이 저하되었다.
인더스강의 물 전환과 키르타르 산맥의 폭풍 유출 감소는 담수 공급량 감소로 이어져 물이 염분을 띠게 되고 물고기가 죽게 되었다. 동시에 발루치스탄 및 주변 지역 농경지의 염분 배수 물이 만차르 호수로 흘러든다. 이 호수는 시베리아 철새들의 인더스 강 철새 경로의 중간 기착지였으나, 호수가 더 이상 새들의 주식인 호수 물고기를 제공하지 않아 1988년에 25,000마리에 달하던 새의 수가 2002년에는 2,800마리로 감소했다. 새들 대신 호수에는 이제 염수 갈대가 서식한다.
이 호수는 또한 관개용으로 많은 양의 물을 제공했지만, 이 또한 감소하여 호수가 관개하는 지역이 크게 줄어들었다. 하수 유입으로 인한 오염으로부터 호수를 보호하기 위해 우안 배수로가 건설되고 있다. 호수 상류에 나이 가지 댐이 건설되면 계절별이 아닌 연중 담수가 호수로 방류되어 호수의 수질이 개선될 것이다.

## 인구
만차르 호수에는 때때로 "보트 피플"이라고 불리는 모하나족이 살고 있다. 이 호수는 호수의 담수어에 의존하는 수천 명의 어민들을 부양한다.

## 같이 보기
- 환경파괴
- 인더스강
- 파키스탄의 호수 목록
- 칼란카르 호수